# Дан аутовања
Coming out day, дан аутовања или национални дан изласка из ормара је традиција која се одиграва сваке године 11. октобра у Северној Америци. На овај дан ЛГБТИ особе се аутују тј. откривају своју сексуалну оријентацију и родни идентитет. Ова традиција се данас слави и у Европи.

## Извор
Традиција Coming out day долази још од другог ходања мира у Вашингтону против хомофобије и лезбофобије који се одржао 1987. године. Тог дана више од 50 000 особа је учествовало на окупу. Дан након манифестације, они који су желели, објавили су своја имена у новинама и изјавили њихову сексуалну оријентацију.